# Athamanika
Athamanika eller Tzoumerka (græsk : Αθαμανικά eller Τζουμέρκα) er en bjergkæde i det nordvestlige Grækenland, en del af den bredere Pindus-bjergkæde. Dens højeste punkt er bjerget Kakarditsa på 2.429 m. Dens længde er cirka 40 km fra nord til syd og bredden er cirka 15 til 20 km fra øst til vest. Den eneste store vej, der krydser Athamanika, er den græske nationalvej 30 (Arta - Trikala - Karditsa - Volos).

## Geografi
Athamanika ligger ved grænserne til præfekturerne Arta, Ioannina, Karditsa og Trikala. Det dækker (en del af) kommunerne Nord-Tzoumerka, Central Tzoumerka, Pyli og Argithea .
Området er tyndt befolket. Skove dominerer de lavtliggende områder af bjergene. Græsarealer, buske og golde klipper dominerer højere oppe. De vigtigste floder der afvander Athamanika er Arachtos i vest, og Achelous i øst.
Athamanika-bjergkæden var den vigtigste base for EDE-modstandsorganisationen under Den tyske besættelse af Grækenland (1941-1944).